# Duits Volksliedarchief

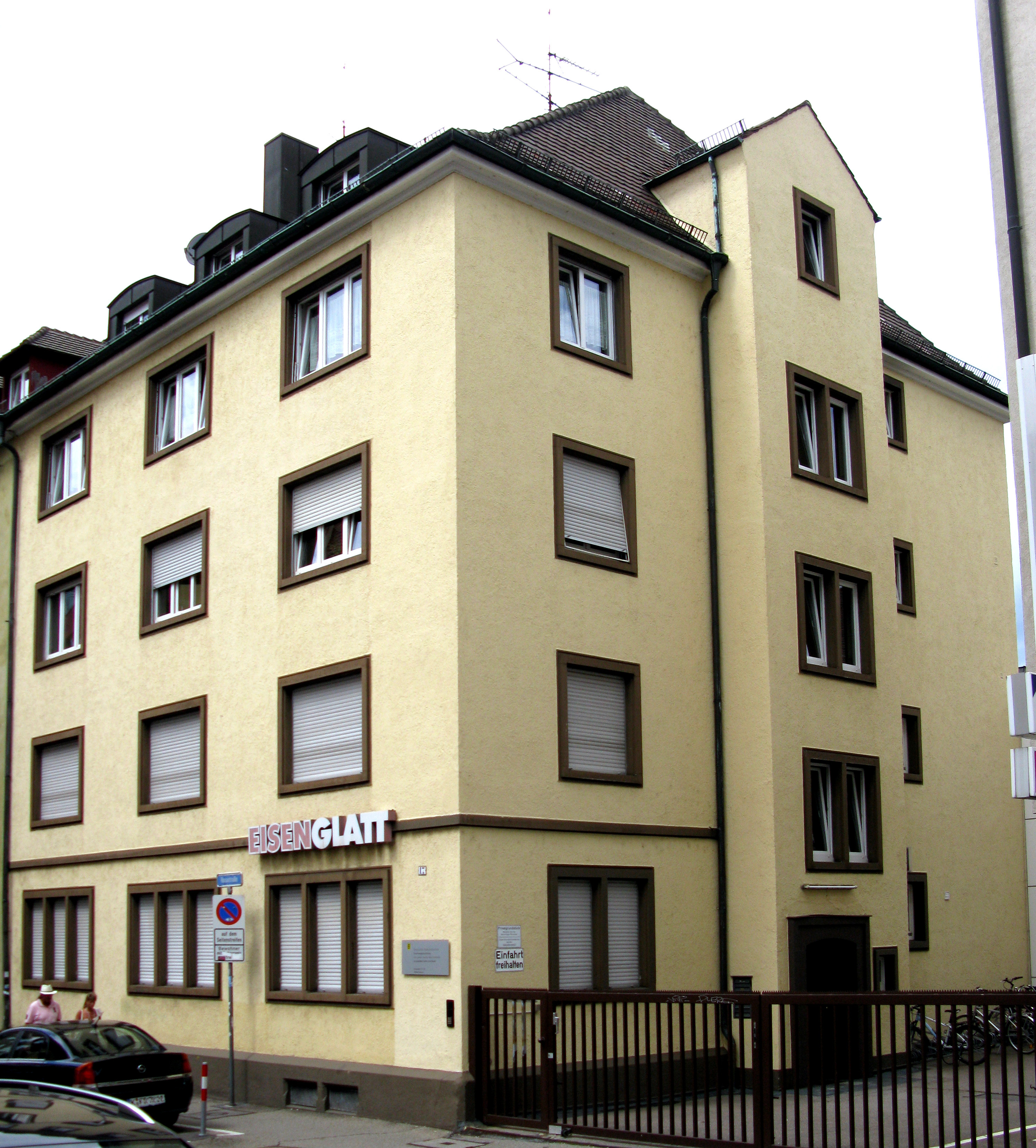
Magazijn van het Duitse Volksliedarchief aan de Rosastraße 17 in Freiburg im Breisgau.

Het Duitse Volksliedarchief (Deutsches Volksliedarchiv) is een archief met Duitse volksliedjes en latere populaire Duitse (kunst)liederen. Het werd in 1914 opgericht en is sinds 2014 onderdeel van het Centrum voor Populaire Cultuur en Muziek (Zentrum für Populäre Kultur und Musik) van de Universiteit van Freiburg.
Het bezit ongeveer 250.000 lieddocumenten, die in de periode 1912-1930 in alle Duitssprekende landen zijn verzameld. De collectie wordt steeds aangevuld, bijvoorbeeld met 10.000 19e-eeuwse muziekboeken en 20.000 singles uit de 20e eeuw.

## Geschiedenis
Het Duitse Volksliedarchief werd in 1914 opgericht door mediëvist en volkskundige John Meier (1864–1953). Het doel was het verzamelen van Duitse volksliedjes uit de mondelinge overlevering, deze te beschrijven en op wetenschappelijke wijze uit te geven. De verzamelde balladen zagen tussen 1935-1996 daadwerkelijk het licht.
De volkskundige onderneming van Meier was indertijd wetenschappelijk modern, met name het actief verzamelen van volkscultuur. Eerst sloot Meier kunstliederen (zoals operette en schlagers) uit van de verzameling, maar op basis van het argument van het 'kunstlied in de volksmond' (kunstliederen kunnen worden geschreven met het oog op actieve zangbeoefening; en ook kunstliedjes kunnen gaan leven in de volksmond en mondeling doorgegeven worden) werden deze later alsnog verzameld.
Ook tijdens het nationaalsocialisme ging het verzamelen door. Al in de jaren '40 werd overwogen om het archief onder te brengen bij de Universiteit van Freiburg, maar dit vond geen doorgang.
Na het overlijden van de oprichter John Meier in 1953, werd het archief een onderzoeksinstituut van de deelstaat Baden-Württemberg. Meier had zijn gehele wetenschappelijke bibliotheek en zijn verzamelingen nagelaten aan deze deelstaat. Deze kocht het gebouw waarin het archief gevestigd was (het voormalige woonhuis van Meier). Het bleef daar gehuisvest tot 2011.
Vanaf de jaren 1960 werd het onderzoeksveld verruimd, zowel met betrekking tot bronnen als tot de onderzoeksvragen. Er kwam meer aandacht voor bijvoorbeeld het politieke lied en voor liedschrijvers. Vanaf de jaren 2000 werd er meer onderzoek gedaan naar de huidige liedcultuur. Ook zagen nieuwe uitgaven het licht, zoals de reeks Populäre Kultur und Musik. Bovendien verzorgde het Volksliedarchief twee online databanken: het Historisch-kritisches Liederlexikon (met Duitstalige liederen) en het Songlexikon. Encyclopedia of songs (onderzoek naar internationale liederen).
Twee nieuwe onderdelen van het Volksliedarchief zijn het Duitse Musicalarchief (2010) en het Internationale Popmuziekarchief. In 2011 werd de beschikbare ruimte uitgebreid met een opslagruimte in de Rosastraße in Freiburg. In 2014 werd het Duitse Volksliedarchief een onderdeel van het Centrum voor Populaire Cultuur en Muziek van de Universiteit van Freiburg.

## Verzamelingen en bibliotheek
Het Duitse Volksliedarchief beschikt over omvangrijke historische en hedendaagse verzamelingen van Duitse liederen en Duitse muziek. Het hart van de collectie is de verzameling van ongeveer 250.000 Duitse volksliedjes, die in de periode 1912-1930 in alle Duitssprekende landen uit de volksmond zijn opgetekend. Hiervan stammen 3000 liederen uit de Eerste Wereldoorlog.
Onder de vele deelverzamelingen vallen onder meer soldatenliederen en arbeidersmuziek. Het archief bezit collecties liedbladen, handschriften, liedboeken en grammofoonplaten (singles).

## Aanverwante instellingen
- het Nederlands Volksliedarchief (Meertens Instituut, KNAW)
  - de online Nederlandse Liederenbank
- Österreichisches Volksliedwerk
- Schweizerisches Volksliedarchiv
- Roud Folk Song Index (databank Engelstalige volksliedjes, Vaughan Williams Memorial Library)